# هاپکینز (مینه‌سوتا)
هاپکینز (به انگلیسی: Hopkins) شهری در شهرستان هنپین ایالت مینه‌سوتا در کشور ایالات متحده آمریکا است که جمعیت آن در سرشماری سال ۲۰۱۰ میلادی، ۱۷۵۹۱ نفر بوده‌است.